# Nouvion
Nouvion és un municipi francès situat al departament del Somme i a la regió dels Alts de França. L'any 2007 tenia 1.232 habitants.

## Demografia

### Població

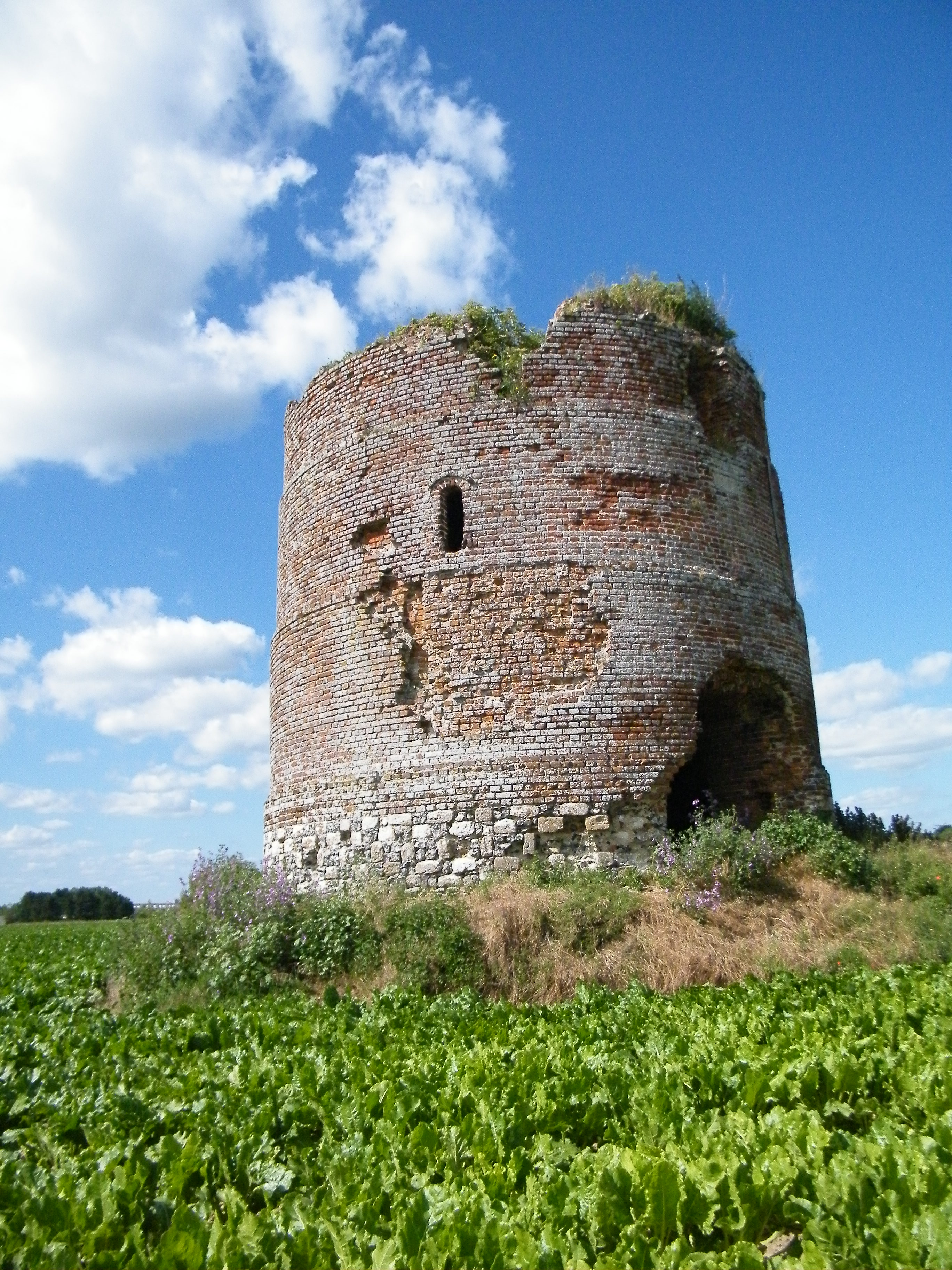

El 2007 la població de fet de Nouvion era de 1.232 persones. Hi havia 468 famílies de les quals 116 eren unipersonals (40 homes vivint sols i 76 dones vivint soles), 136 parelles sense fills, 184 parelles amb fills i 32 famílies monoparentals amb fills.
La població ha evolucionat segons el següent gràfic:
Habitants censats

### Habitatges
El 2007 hi havia 536 habitatges, 476 eren l'habitatge principal de la família, 32 eren segones residències i 28 estaven desocupats. 464 eren cases i 50 eren apartaments. Dels 476 habitatges principals, 316 estaven ocupats pels seus propietaris, 147 estaven llogats i ocupats pels llogaters i 13 estaven cedits a títol gratuït; 18 tenien una cambra, 23 en tenien dues, 74 en tenien tres, 150 en tenien quatre i 211 en tenien cinc o més. 365 habitatges disposaven pel capbaix d'una plaça de pàrquing. A 227 habitatges hi havia un automòbil i a 173 n'hi havia dos o més.

### Piràmide de població
La piràmide de població per edats i sexe el 2009 era:
| Homes | Edats   | Dones |
| ----- | ------- | ----- |
| 0     | 95 o +  | 4     |
| 4     | 90 a 94 | 0     |
| 4     | 85 a 89 | 12    |
| 0     | 80 a 84 | 4     |
| 8     | 75 a 79 | 28    |
| 20    | 70 a 74 | 20    |
| 44    | 65 a 69 | 28    |
| 12    | 60 a 64 | 24    |
| 44    | 55 a 59 | 24    |
| 32    | 50 a 54 | 32    |
| 48    | 45 a 49 | 56    |
| 44    | 40 a 44 | 40    |
| 48    | 35 a 39 | 40    |
| 48    | 30 a 34 | 32    |
| 28    | 25 a 29 | 20    |
| 28    | 20 a 24 | 32    |
| 44    | 15 a 19 | 68    |
| 64    | 10 a 14 | 44    |
| 44    | 5 a 9   | 48    |
| 60    | 0 a 4   | 16    |

## Economia
El 2007 la població en edat de treballar era de 799 persones, 564 eren actives i 235 eren inactives. De les 564 persones actives 478 estaven ocupades (271 homes i 207 dones) i 86 estaven aturades (38 homes i 48 dones). De les 235 persones inactives 58 estaven jubilades, 68 estaven estudiant i 109 estaven classificades com a «altres inactius».

### Ingressos
El 2009 a Nouvion hi havia 489 unitats fiscals que integraven 1.257 persones, la mediana anual d'ingressos fiscals per persona era de 16.629 €.

### Activitats econòmiques
Dels 55 establiments que hi havia el 2007, 1 era d'una empresa extractiva, 1 d'una empresa alimentària, 1 d'una empresa de fabricació d'altres productes industrials, 6 d'empreses de construcció, 12 d'empreses de comerç i reparació d'automòbils, 2 d'empreses de transport, 3 d'empreses d'hostatgeria i restauració, 1 d'una empresa d'informació i comunicació, 6 d'empreses immobiliàries, 2 d'empreses de serveis, 15 d'entitats de l'administració pública i 5 d'empreses classificades com a «altres activitats de serveis».
Dels 19 establiments de servei als particulars que hi havia el 2009, 1 era una gendarmeria, 1 oficina de correu, 5 tallers de reparació d'automòbils i de material agrícola, 1 autoescola, 2 fusteries, 2 lampisteries, 1 empresa de construcció, 2 perruqueries, 3 restaurants i 1 agència immobiliària.
Dels 4 establiments comercials que hi havia el 2009, 1 era un hipermercat, 1 una botiga de menys de 120 m², 1 una botiga de roba i 1 una sabateria.
L'any 2000 a Nouvion hi havia 11 explotacions agrícoles que ocupaven un total de 1.407 hectàrees.

## Equipaments sanitaris i escolars
El 2009 hi havia 1 farmàcia i 1 ambulància.
El 2009 hi havia una escola elemental. Nouvion disposava d'un col·legi d'educació secundària amb 299 alumnes.

## Poblacions més properes
El següent diagrama mostra les poblacions més properes.